# Flottemanville-Hague
Flottemanville-Hague település Franciaországban, Manche megyében. Lakosainak száma 967 fő (2018. január 1.). Flottemanville-Hague Acqueville, Équeurdreville-Hainneville, Nouainville, Sainte-Croix-Hague, Sideville, Teurthéville-Hague és Tonneville községekkel határos.

## Népesség
A település népességének változása:
| Lakosok száma | 340  | 340  | 415  | 631  | 731  | 885  | 889  | 934  | 1005 | 967  |
|               | 1968 | 1975 | 1982 | 1990 | 1999 | 2011 | 2013 | 2015 | 2017 | 2018 |